# Hermanos menores de la regular observancia

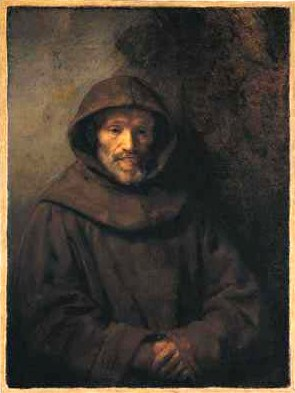
Un fraile franciscano, de Rembrandt.

La Orden de Hermanos Menores de la Regular Observancia (Ordo Fratris Menoris Regularis Observantia) o Zoccolanti, es una orden religiosa aparecida en el seno de la orden franciscana como movimiento de reforma tendiendo a una mayor austeridad y rigor de la vida conventual. Se originó al periodo 1334-1354 y, de manera definitiva, a partir de 1368, en Italia. Paralelamente, y sin puntos de contacto con esta reforma, empezaban otros movimientos similares a los reinos de la península ibérica que dieron lugar a otras reformas observantes franciscanas.
Hasta 1517, los grupos observantes estaban dirigidos por vicarios generales que se sometían al ministro general de la orden franciscana. En 1517, León X les dio a un ministro general propio, dividiendo de facto la orden entre hermanos menores observantes y hermanos menores conventuales. Las nuevas divisiones de los observantes se reunificaron definitivamente en 1897, dando lugar a la actual Orden de Hermanos Menores.
La distinción entre observantes y conventuales empieza a darse al empezar el siglo XV. Mientras que "conventuales" designaba los frailes que vivían en conventos, contrapuestos a los que vivían en ermitas, a partir de entonces se aplica a los que admiten la propiedad en común y el usufructo de rentas, renunciando a la pobreza absoluta que prescribía la regla original: los "observantes", a su vez, no admitían esta modificación de la regla, ya que la "observaban" y querían vivir en la pobreza absoluta.

## Precedentes
En 1334, Giovanni della Valle, que había sido discípulo de Angelo da Clareno, se retiró a la ermita de Brugliano, cerca de Foligno, para vivir la regla franciscana libremente, siguió la interpretación de la orden conventual. Murió en 1351. De entrada, Clemente VI se había opuesto, pero ya en 1350, dio permiso a Gentile da Spoleto para continuar la reforma. Vivían apartados, en ermitas, como el Eremo dei Carceri de Asís con un rigor y austeridad extremos. Estos franciscanos, sin embargo, no fueron bien considerados, probablemente por los conflictos que había habido con los fraticelli, a los cuales recordaban. Gentile permitió el ingreso de algunos fraticelli heréticos y provocó que el capítulo general de Asís de 1354 aboliera el nuevo movimiento y Gentile fuera expulsado de la orden y encarcelado.

## Origen de la observancia

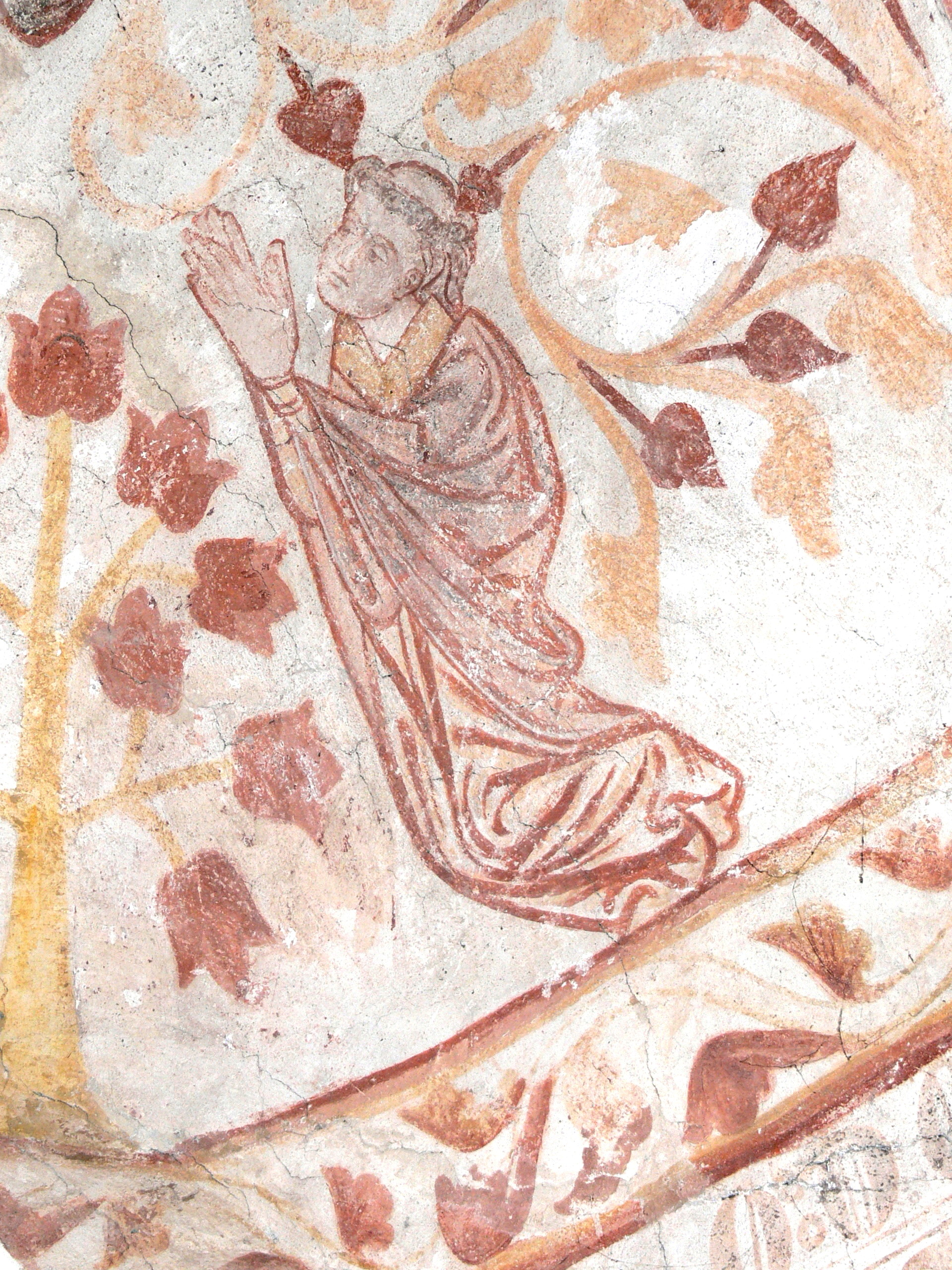
Fraile menor orante, en el ábside de la iglesia de Nørre Alslev.

Entre los hermanos que habían seguido la reforma se encontraba el laico Paoluccio Vagnozzi da Trinci, pariente de los señores de Foligno, que todavía confiaba en que se pudiera llevar a cabo. Urbano V había vuelto a Roma desde Aviñón, dando por terminados los movimientos rebeldes de fraticelli, además de que las Constitutiones Farinariae de 1354 prohibían cualquier nueva congregación que quisiera dividir "de palabra, de hecho, o de cualquier otra manera" la orden franciscana.
En 1368 Paoluccio pidió al ministro general de los franciscanos Tommaso da Frignano permiso para volver a Brugliano con otros frailes. A pesar de la prohibición, el ministro dio apoyo a la idea con las condiciones que "no se permitiera residir en los eremitorios ningún hermano, a menos que quiera conformarse con el hábito de los otros frailes, esté de acuerdo con la fe católica y no condene la comunidad de la orden".
Los hermanos vivían en extrema pobreza y como en el lugar había muchas serpientes, calzaban zuecos de madera, por lo cual fueron llamados zoccolanti (de zoccolo, zueco). Gradualmente, Paoluccio recibió o fundó los eremitorios de Stroncone y Monte di Perugia, en la Umbría, de Greccio, Fontecolombo y Poggio Bustone en el valle de Rieti, y Forano, Monfalcone, Massa Fermana, Camerino y Morrovalle en las Marcas. Pronto se incorporó a la reforma San Damiano de Asís, una de las primeras fundaciones de la orden. El 1380 Paoluccio da Trinci fue nombrado comisario general de los doce eremitorios reformados, con permiso para recibir novicios. Se confirmaba, pues, la Observancia Regular. Su colaborador más próximo fue Francesco de Fabriano.
El 15 de julio de 1385 al general de los franciscanos Enrico Alfieri di Asti (1387-1405) autorizó a extender la reforma a Córcega, Bosnia y el resto de Italia: se puede considerar esta fecha como la de nacimiento de la familia franciscana observante diferenciada, pero no separada, de la familia conventual.
Trinci murió el 17 de septiembre de 1390 y lo sucedió Giovanni di Stronconio, hasta su muerte en 1418. El 23 de marzo de 1403, Bonifacio IX permitió a Stroncone de recibir otros eremitorios como vicario (ya no como comisario), de acuerdo con el ministro general. En 1405, ya había veinte repartidos por toda Italia; en 1414, el número de casas reformadas era de 34, y en 1415 se unió el convento de la Porciúncula de Asís, primera fundación de la orden franciscana, con la obligación de continuar vinculado al Sacro Convento de Asís. La reforma contaba con unos 200 miembros, la mayoría de ellos hermanos legos.

## Desarrollo y consolidación

### Bernardino de Siena y Juan Capistrano

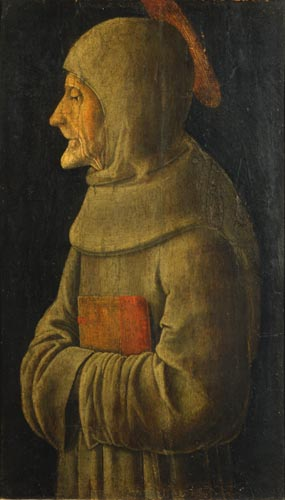
san Bernardino de Siena.

La Observancia Regular se organizó definitivamente durante estos años, con un gran desarrollo, fundamentalmente por obra de los llamados "cuatro pilares de la reforma": san Bernardino de Siena, que se había unido en 1402, san Juan Capistrano, que lo había hecho en 1414, el beato Alberto Berdini de Sarteano, en 1415 y san Jaime de las Marcas, franciscano desde 1416. De hecho, se considera san Bernardino como fundador de la Observancia.
A su inicio eran conocidos como hermanos simples, frailes devotos, frailes espirituales, frailes de los lugares devotos y, en algunos lugares bernardinos o frailes de Jesús. Finalmente, recibieron el nombre definitivo de Frailes Menores de la Regular Observancia.
La reforma se extendió pronto para Italia, Francia, España y Portugal y fue reconocida por el Concilio de Constanza de 1415.
El 1430 Martín V reunió las dos ramas, observantes y conventuales, en un capítulo general en Asís: "a fin de que nuestro deseo de una reforma general de la orden pueda ser cumplido." Fue elegido ministro general Guglielmo da Casale (1430-42), pero el líder espiritual fue san Juan Capistrano. El capítulo promulgó las Constitutiones Martinianae, que suprimían los cargos de vicarios provincial y general de los observantes con vistas a proceder a una reforma general de la orden. Los asistentes en el capítulo se habían comprometido a trabajar conjuntamente, pero solo seis semanas después, el 27 de julio de 1430, el general fue relevado de su compromiso y obtuvo del papa el breve Ad statum, de 23 de agosto, que permitía a los conventuales tener propiedades, como las otras órdenes. Este breve, carta magna de los conventuales, impedía por otra parte que los observantes lo aceptaran, por lo cual cualquier intento de reunificación estaba condenado al fracaso.
La oposición entre unos y otros creció hasta el punto que Capistrano optó por la división de la orden como solución al conflicto, encontrando la oposición de Bernardino de Siena. Mientras tanto, el poder político cogía partido, y en algunos lugares los gobernantes expulsaban los conventuales y daban sus conventos a los observantes.

### Observancia regular fuera de Italia

#### Reinos hispánicos
La reforma observante en los reinos hispánicos se desarrolló de manera paralela a la de Italia. En las tres provincias hispánicas -Santiago de Compostela, Aragón y Castilla- se abrieron casas reformadas a iniciativa de grupos de frailes que querían un retorno al espíritu fundacional de la orden. El más significativo de los reformadores fue Pedro de Villacreces, que inició la reforma hacia 1396. Posteriormente, y continuando la experiencia villacreciana, se desarrolló el movimiento de los franciscanos descalzos o guadalupenses (1495-1517), impulsado por Juan de Guadalupe en Extremadura.

#### Francia
Hacia 1388, algunos frailes de la provincia de Turena, en Francia, pidieron permiso para vivir la regla de manera más estricta: fundaron el convento de Mirabeau, del cual se originaron otras casas reformadas en Borgoña, Turena y Franco Condado. En 1407, antipapa Benedicto XIII de Aviñón lo liberó de la jurisdicción de los provinciales conventuales y un año después les dio un vicario general. Pedro de Villanueva, en Aquitania, lideró una reforma de corta durada, que acabó en 1408. Finalmente, a partir de la reforma de las clarisas de Coleta de Corbie, se originó la reforma de los frailes menores coletinos (1412-1517) o conventuales reformados.

#### Alemania
En el Sacro Imperio Romano Germánico, la Observancia apareció hacia 1420 en el monasterio de Gouda, en Colonia (1418), en Brandeburgo (Sajonia, 1425) y en Heidelberg (1426). De hecho, ya había observantes en Bosnia, Rusia, Hungría y Tartaristán.

## Separaciónde facto

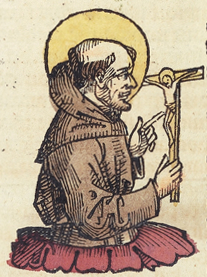
san Juan Capistrano en las Crónicas de Nuremberg.

En 1438, el general de la orden nombró a Bernardino de Siena primer vicario general de los observantes italianos, cargo que ocupó hasta 1441, cuando lo sucedió Juan Capistrano. Los vicarios generales estaban bajo la jurisdicción del ministro general de los franciscanos y la primacía de la orden continuaba a la Orden de Frailes Menores Conventuales, pero se consagraba un gobierno diferenciado.
En el capítulo general de la orden de Padua de 1443, Alberto Berdini da Sarteano, observante, tenía que haber sido elegido general de acuerdo con los deseos del papa, pero encontró la oposición de Bernardino de Siena y no fue elegido. En su lugar, Antonio de Rusconibus (1443-1450) fue el nuevo general y desde entonces, ningún observante tuvo el cargo de general de la orden.
En 1443 Antonio nombró a dos vicarios general para los observantes, ya que la Observancia Regular se había dividido en dos grupos: la «Observancia cismontana», que agrupaba las casas de Italia y la Europa oriental y central, y la «Observancia ultramontana», con las casas de Francia, los reinos hispánicos (incluidas las colonias) e Inglaterra. Juan Capistrano fue el vicario cismontano y Jean Perioche de Maubert el ultramontano.
La llamada «Bula de separación» de Eugenio IV, Ut sacra ordinis minorum, de 11 de enero de 1446, redactada por Capistrano, separó en la práctica a las dos familias franciscanas. El cargo de vicario general de la Observancia fue declarado permanente y, en la práctica, independiente del ministro general de la orden. No obstante, la Observancia no podía hacer capítulos generales separados de los de la orden.
Después de la canonización en 1450 de Bernardino de Siena (fallecido en 1444), la orden se extendió rápidamente. Juan Capistrano, con la ayuda de Nicolás de Cusa, fundó numerosas casas en Alemania. En el capítulo de Barcelona de 1451 se promulgaron los Statuta Barchinonensia, que fueron series durante siglos por los observantes ultramontanos.

## Intentos de reunificación
San Jaime de las Marcas intentó en 1455 una aproximación entre las dos familias, consiguiendo que los vicarios observantes tuvieran voto activo en los capítulos generales. La Bulla concordiae de Calixto III de 2 de febrero de 1456, que garantizaba este voto, fue derogada por Pío II en octubre de 1458. El capítulo de Perugia de 1464 eligió como general Francesco della Rovere (1464-1469), que después sería papa como Sixto IV (1471-1484). Sixto concedió privilegios a la orden, como las bulas Madre magnum (1474) o Bulla aurea (1479), pero favoreció ostensiblemente los conventuales, de los que había sido miembro.
Al contrario, los generales Francesco Nanni (1475-1499) y Egidio Delfini (1500-1506) tendían a favorecer los observantes y las reformas, como también hicieron las Constitutiones Alexandrinae de Alejandro VI de 1501. El caso más extremo se dio a las coronas de Castilla y Aragón, donde el cardenal Cisneros expulsó todos los conventuales que se opusieran a las reformas. En París, Delfini cedió a los reformistas los estudios generales que habían tenido los conventuales.
Mientras tanto, habían ido apareciendo nuevos grupos reformistas de tendencia observante en el seno de las dos familias: en la inversa de lo que había sido habitual, en el seno de la observancia se dieron algunas reformas que querían adoptar posturas más próximas a las de los conventuales, como la de los capriolanos (1467-1480) de Pietro di Capriolo, o la de los clarenses que en 1473 quisieron volver en el seno de la orden conventual. A su vez, la Observancia acogió los grupos que, escindidos de los frailes menores conventuales, adoptaban una vida todavía más observante, como los coletinos (1412-1517) o conventuales reformados, los martinianos, reforma moderada de 1430, o los amadeitas (1460-1517) de Amadeo Mendez da Silva.
El Capitulum Generalissimum de Roma de 1506 quiso reunir de nuevo observantes y conventuales, pero el proyecto no tuvo aceptación y los estatutos, redactados por el capítulo y publicados en 1508 como en Statuta Iulii II no consiguieron sus objetivos. Los últimos generales de la orden franciscana unificada fueron Rainaldo Graziani (1506-1509), Filippo da Bagnacavallo (1509-1511) y Bernardino Prato da Chieri (1513-1517).

## Separación definitiva
Los problemas de unidad de la orden, siempre basados en la interpretación más o menos estricta de la regla, eran continuos. Finalmente surgió la idea de proceder a una división definitiva, agrupando los movimientos observantes y conventuales por separado para evitar una mayor división.
Vista la imposibilidad de reunificación, León X convocó un capítulo "generalísimo" el 11 de julio de 1516 que tendría lugar el 31 de mayo del año siguiente. En el capítulo se suprimieron todas las congregaciones reformadas de carácter observante integrańdolas a la nueva orden unificada de los Hermanos menores observantes. De esta manera se separan los franciscanos conventuales, con ministro general y capítulo general propios. El nuevo ministro general observante recibía el título de Minister Generalis totius ordinis Fratrum Minorum, con o sin la adición de regularis Observantiae. Se acordó que el general observante se eligiera cada seis años, alternativamente de entre los cismontanos y los ultramontanos.
Los conventuales, a su vez, perdían la primacía y pasaban a tener un comisario general. En los oficios, procesiones, etc., cedían la precedencia a los observantes.
La bula resultante del capítulo, Ite Vos de León X dividió la orden franciscana en Frailes Menores Conventuales y los Frailes Menores Observantes; éstos reunían los diferentes grupos observantes, como los coletinos, los amadeitas y los descalzos; los primeros agrupaban las corrientes conventuales y no presentaba tanta diversificación. En este momento, las dos corrientes se repartían equitativamente el peso de la orden, con unos 30.000 frailes cada uno.
A pesar del acuerdo de 1517, la convivencia entre las dos Observancias se vio alterada por maniobras políticas, principalmente de la Corona Española, que influía para que el ministro general observante fuera siempre ultramontano. En la práctica, la prevista regla de los turnos no se cumplió y el ministerio estuvo ocupado siempre por ultramontanos españoles.

## Desarrollo posterior de la orden observante
Cristoforo Numai fue el primer general de la Orden de los Frailes Menores Observantes, pero fue elegido cardenal y renunció al ministerio. Fue elegido entonces Francesco Lichetto (1518-1520), que reorganizó la orden en provincias y promulgó nuevas constituciones basadas en los estatutos de Barcelona de 1451.
Los sucesores se ocuparon de consolidar la Observancia. Paolo Pisotti (1529-1533), sin embargo, se desvió del ideal observante y propició la primera gran disensión de la orden, la de los capuchinos, tras lo cual dejó su cargo de ministro general en 1533. El capítulo de Asís de 1547 prescribió que el hábito de los observantes fuera de color gris, de acuerdo con la costumbre ya establecida, y prohibió llevar barba. El capítulo general de Salamanca de 1554, presidido por Clemente Dolera da Moneglia, promulgó nuevos status para la familia cismontana. Francisco Zamora (1559-1565) defendió en el Concilio de Trento la pobreza de la orden, sancionada en el concilio por observantes y capuchinos.
Bajo el generalato de Luigi Pozzo (1565-1571), los conventuales españoles se unieron, por orden papal, en los observantes. Los siguientes ministros trabajaron para mantener la aplicación de la regla de la pobreza, especialmente Francesco Gonzaga (1579-1587), que reformó la gran casa de estudios de París. Las modificaciones a los status se sucedían y, finalmente, en el capítulo de Segovia de 1621, Benigno da Genova (1618-1625) aprobó los Statuta Segoviensia para la familia ultramontana, con adiciones específicas para las casas de Francia, Alemania y Bélgica.
En el seno de la Observancia, sin embargo, continuó habiendo divisiones y su historia fue una larga sucesión de escisiones y formación de nuevos grupos observantes. Especialmente durante el siglo XVI, la división dio lugar a nuevas reformas de "más estricta observancia" (strictioris observantiae) que constituyeron los grandes grupos observantes, que, hasta el final del siglo XIX, integraron la orden:

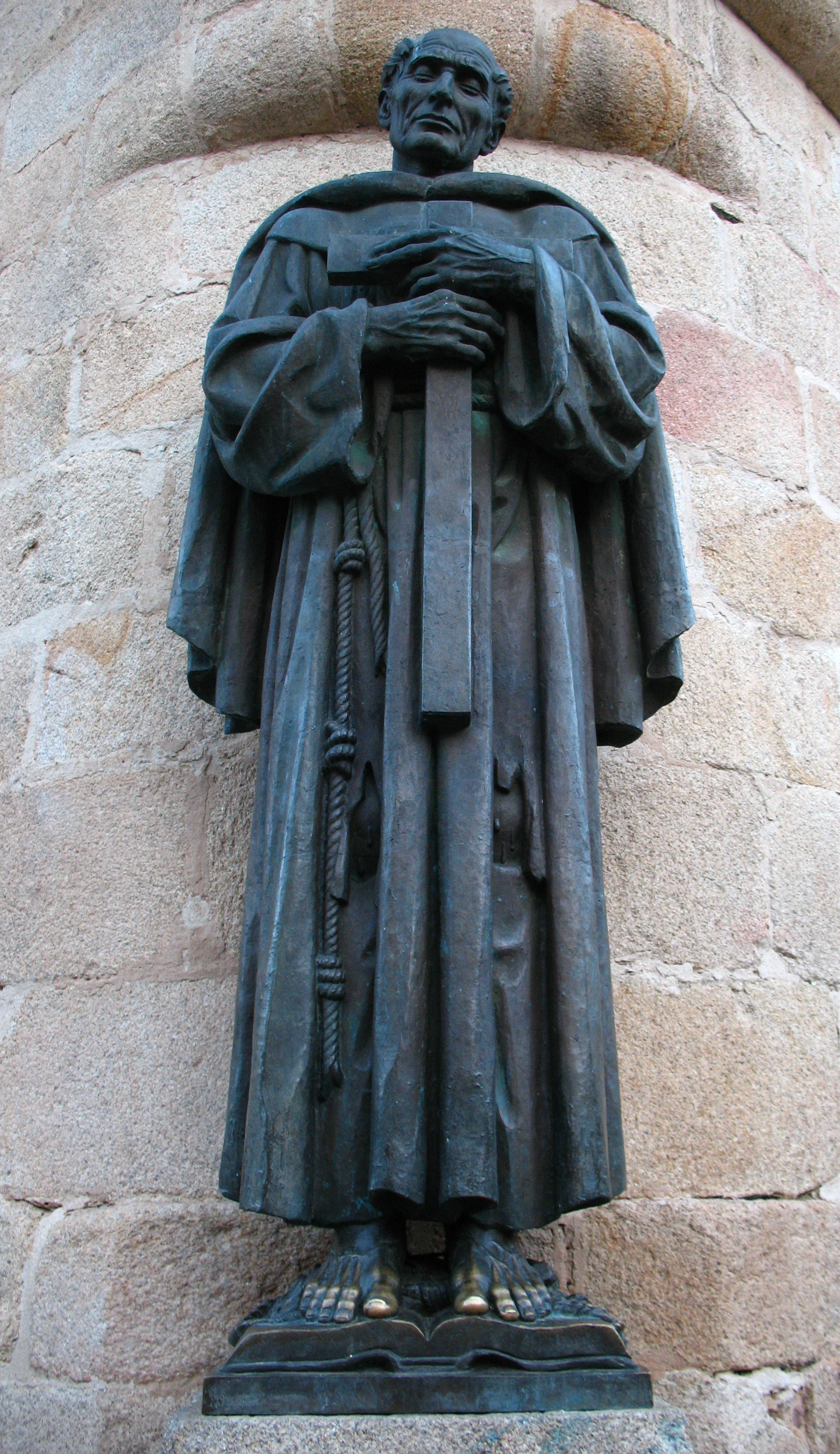
Estatua de San Pedro de Alcántara localizada a las puertas de la Concatedral de Santa María en la ciudad de Cáceres.

- Hermanos menores capuchinos, fundados en 1525 por Matteo da Bascio y que acabó constituyendo una orden separada.
- Hermanos menores reformados de la estricta observancia, extendidos en Italia y Europa central, aprobados por Clemente VII en 1532; en 1622 se originó, dentro de sede, la Riformella, iniciada por Buenaventura Gran.
- Hermanos menores descalzos o alcantarinos (1563-1897), que continúan intentando conseguir más autonomía, especialmente impulsados por el san Pedro de Alcántara.
- Franciscanos recoletos (1583-1897), en Francia, lideratos por François Doziech.

La convivencia con los conventuales no siempre fue fácil: en España, los observantes se enfrentaron a los conventuales y habían conseguido que los frailes de la Orden de Frailes Menores Conventuales contrarios a la reforma fueron expulsados; en 1566, a instancias de Felipe II de España, Pío V ordenó a todas las órdenes religiosas conventuales de los territorios hispánicos que adoptaran la reforma observante correspondiente, y a los franciscanos conventuales que se unieran a los franciscanos observantes, utilizando sus rentas y bienes para la mejora de los conventos y el servicio divino. Eso hizo que la comunidad claustral desapareciera de estos dominios y que la presencia de los observantes fuera especialmente intensa en las colonias de Hispanoamérica, donde desarrollaron numerosas misiones. También fueron intransigentes con los movimientos de reforma que, cómo los villacrecianos o los alcantarinos querían vivir la observancia sin romper con la orden.
Durante la Contrarreforma, la orden conoció un periodo de gran vitalidad, especialmente en el norte de Europa. La Reforma protestante había cerrado muchos conventos franciscanos en estas regiones y había prácticamente eliminado provincias enteras. Con el apoyo imperial y de los príncipes católicos, los franciscanos recuperaron su antigua posición y reabrieron fundaciones. A la familia ultramontana se presentaron problemas por el hecho de que los generales siempre fueran de origen español, a pesar del acuerdo tomado en 1517: las provincias francesas e italianas se quejaban y el hecho dio lugar a conflictos.
Juan Merinero de Madrid (1639-1645), Giovanni Mazzara de Nápoles (1645-1648) y Pedro Mancro (1651-1655) intentaron, sin éxito, dar unos status definitivos a los cismontanos. Entre 1700 y 1723 no hubo capítulos generales, a causa de las guerras continuas en Europa, que se reflejaron también en el seno de la orden con disputas entre las diferentes ramas reformadas.

### Crisis y supresiones
Benedicto XIII intentó en vano, en 1727, unificar las ramas observante, reformada, recoleta y descalza. Paschale Frosconi (1768-1791), de [Milán], intentó reunir un capítulo general, también en vano. Durante su ministerio, los franciscanos descalzos españoles intentaron separarse de la orden en 1774. Por efecto del galicanismo y el febronianismo, muchos gobernantes suprimieron casas monásticas y rompieron sus relaciones con Roma. En 1766, Luis XV de Francia estableció una Commission desde Reguliers, que condujo a la unión forzada, en 1771, de los conventuales (con tres provincias y 48 conventos) y los observantes franceses (con siete provincias y 287 conventos). La Revolución francesa, finalmente, acabó con la orden en Francia.
En Baviera (1769) y otros estados germánicos (1803), la orden fue suprimida, y también en Imperio austríaco (desde 1775) y los estados de Flandes, (1794) bajo José II y en el Reino de las Dos Sicilias (1788). Al final del siglo XVIII en el seno de la orden observante había: 39.000 frailes observantes, 19.000 reformados, 11.000 recoletos y 7.000 descalzos.
En 1804, los franciscanos españoles consiguieron, con el apoyo real, separarse de la orden. La orden también fue suprimida en Italia en 1810. Los generales, nombrados por el papa, sólo gobernaban sobre un sector de la orden. Bajo Luis Iglesias (1830-1834), se consumó formalmente la separación de los franciscanos españoles (1832), pero las revueltas de 1833 afectaron mucho a los conventos españoles y el general (que residía en España y no en Roma), Bartolomé Altemir (1834-1838), fue desterrado de España.
A mediados de siglo XIX, Benigno da Valbona introdujo de nuevo los franciscanos reformados en Francia, para restaurar la orden, y en 1852 abiró el monasterio de Aviñón, que se dedicó a incrementar el nivel intelectual de la orden.
En Rusia y Polonia muchos conventos fueron suprimidos entre 1831 y 1842, y la orden, en general, en 1864. Los monasterios italianos fueron nuevamente suprimidos por los piamonteses en 1866, y en 1873 lo fueron en la misma Roma. El general Raffaello Lippi abdicó en 1869 y Pío IX nombró general (no era posible convocar un capítulo) al reformado Bernardino del Vago (1869-1889).

## Reunificación

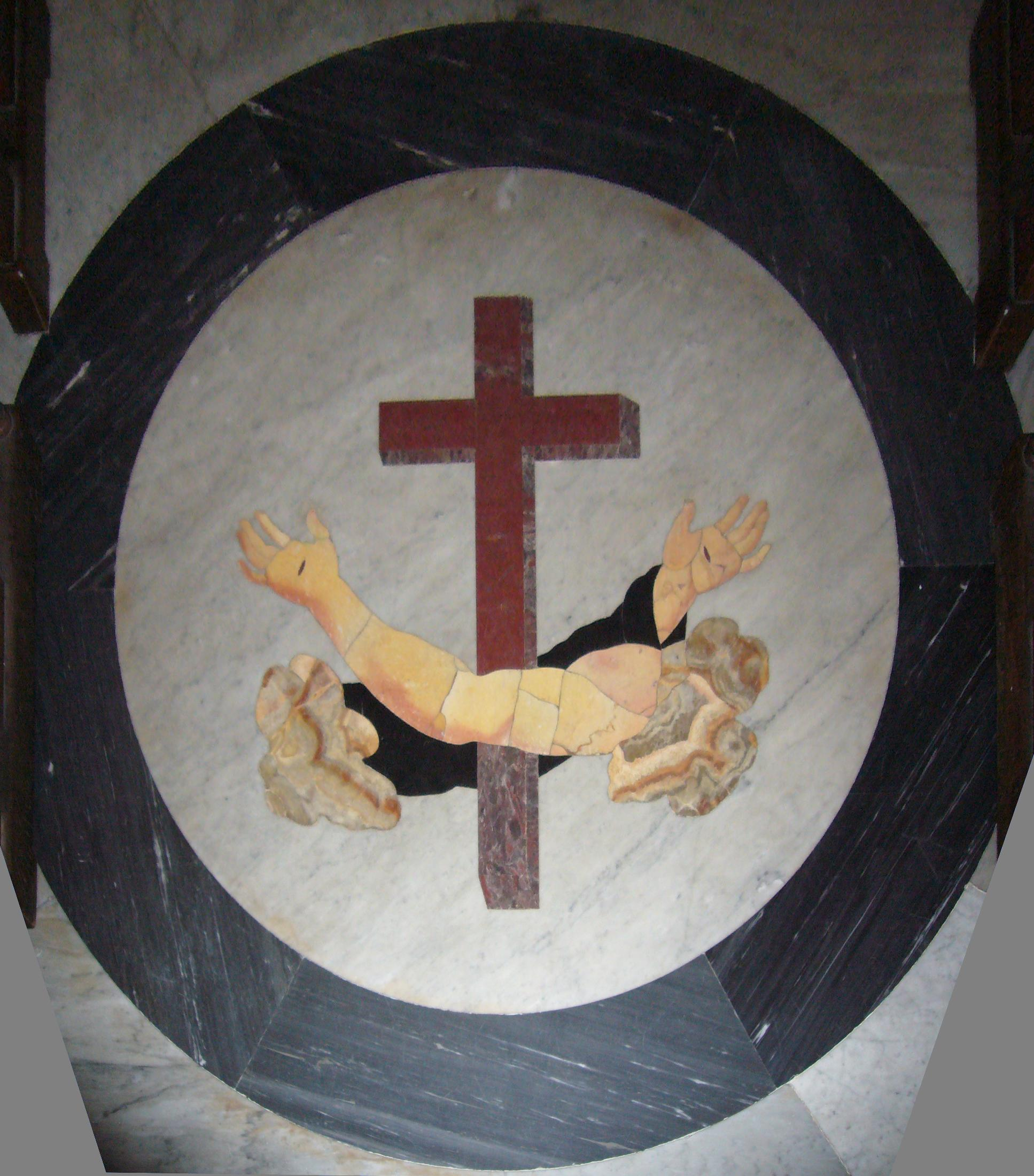
Emblema común de los franciscanos.

El nuevo general Bernardino del Vago intentó reavivar la orden. Fundó el 1880 un órgano oficial de comunicación, Acta Ordinis Minorum, con decretos y decisiones oficiales, pero también trabajos científicos y teológicos. Las supresiones continuaron, sin embargo: en 1875 la orden fue expulsada de Prusia y muchos frailes se establecieron en los Estados Unidos; en 1880 fueron suprimidos de Francia, pasando a los frailes en Italia. Aquí, la curia general de la orden, el monasterio de Ara Coeli de Roma, fue expropiado por el gobierno italiano para hacer el monumento nacional a Víctor Manuel II de Italia (el conocido como Vittoriano), que tenía que ocupar parte del terreno del convento. La nueva casa madre de la orden se ubicó en el Collegio di S. Antonio en el Laterano.
Este nuevo colegio se destinó a la formación de misioneros y profesores para las escuelas de la orden, como también el Collegio di S. Buenaventura de Quaracchi, en Florencia, con la imprenta y editorial de la orden. El sucesor de Bernardino, Luigi Canali (1889-1897) preparó la unificación de las cuatro ramas de la orden. Las supresiones sucesivas habían reducido drásticamente el número de miembros de las diferentes órdenes franciscanas observantes, algunos de los cuales no podía subsistir como rama independiente. El capítulo general de Asís de 1895 acordó reunirlos para dar nueva vida a la orden. Se prepararon nuevas constituciones, que fueron aprobadas el 15 de mayo de 1897.
De hecho, las órdenes observantes ya tenían una dependencia, a pesar de tener vicarios propios, del ministro general de los Frailes Menores Observantes. En 1897, la bula Felicitate quadam de León XIII dio lugar a la llamada «Unión Leonina», que unificaba los diferentes grupos observantes, exceptuando a los capuchinos, en una única orden, la Orden de Frailes Menores.